# Pimiento choricero
El pimiento choricero es una variedad del pimiento rojo (una variante de la especie Capsicum annuum, procedente de América) que se suele secar al aire en ristras para que se conserve mejor. En la cocina se emplea solo la pulpa hidratada del mismo, siendo tan popular en la cocina española que no es raro encontrarlo comercializado envasado en botes de vidrio. En la región de Basilicata, Italia, existe una variedad similar, conocida como peperone crusco.

## Usos culinarios
Es muy frecuente ver en las cocinas tradicionales españolas colgado este tipo de pimiento. El secado a que se somete permite una mayor longevidad y disponibilidad para su consumo. Se suele hidratar horas antes de ser empleado y de él solo se extrae la pulpa (carne del pimiento) que tiene aspecto de pasta de color rojo muy intenso (parecido al pimentón del chorizo) y que se empleará en diversos guisos, proporcionándole un sabor característico. Suele ser muy versátil y se emplea frecuentemente en guisos de pescado, verduras, carnes, etcétera. Se emplea también en la elaboración de embutidos.

## Platos

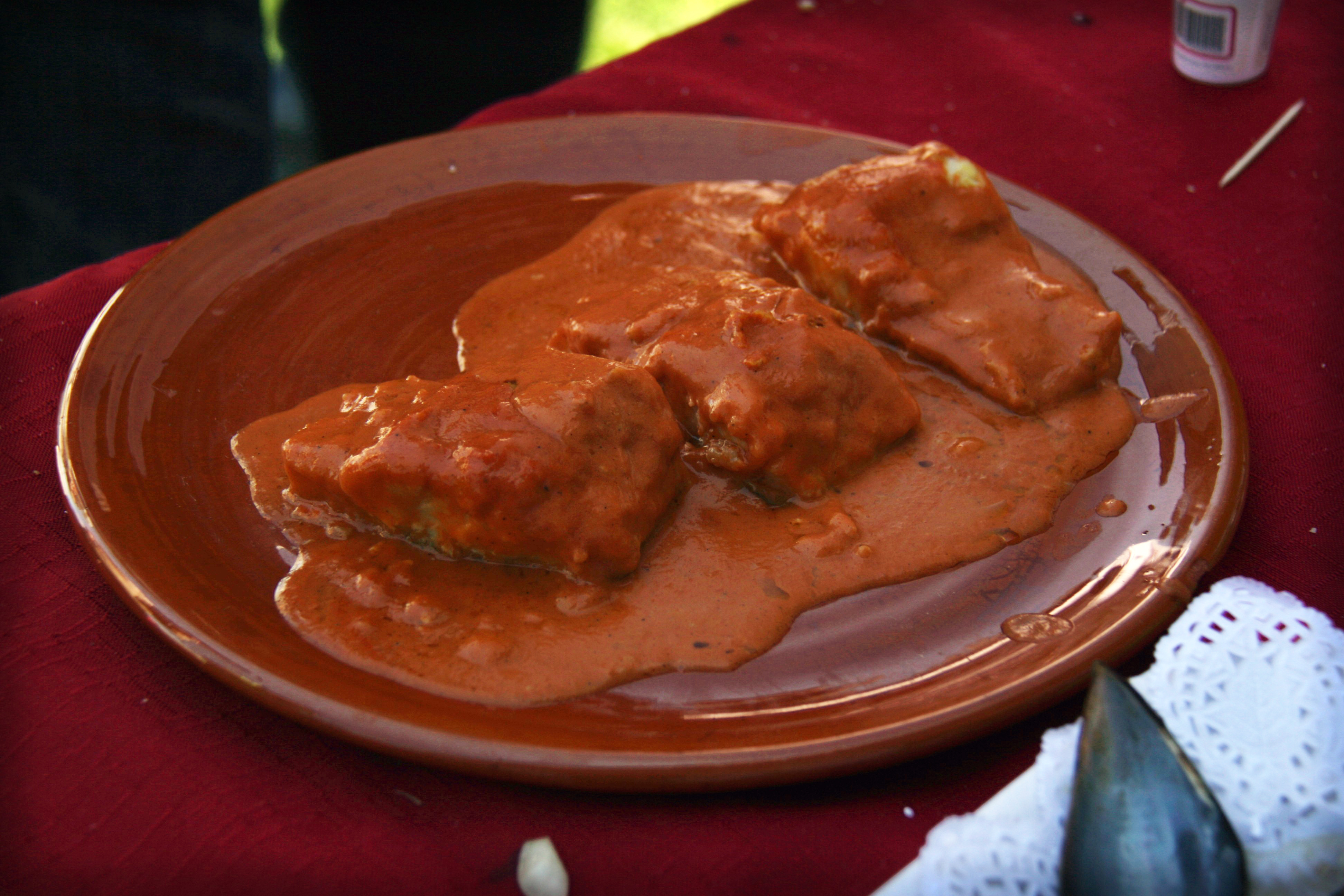
Bacalao a la Vizcaína y su característica salsa de pimiento choricero.

- Es junto a la cebolla el ingrediente principal de la salsa vizcaína, base del bacalao a la vizcaína, y del marmitako.
- Se usa en el sukalki, un guisado de carne.
- Es un ingrediente básico de las patatas a la riojana.
- Es un ingrediente fundamental del Romesco de Tarragona.[3]

## Consejos
No se debe intercambiar en las recetas la ñora por el pimiento choricero, pues los sabores son muy diferentes y los resultados del plato pueden ser muy desagradables e inesperados. La ñora, aunque es un pimiento que se seca también al sol, se distingue claramente del pimiento choricero en que este último es más alargado, mientras que la primera es casi redonda y dulce.